# Vattenfall

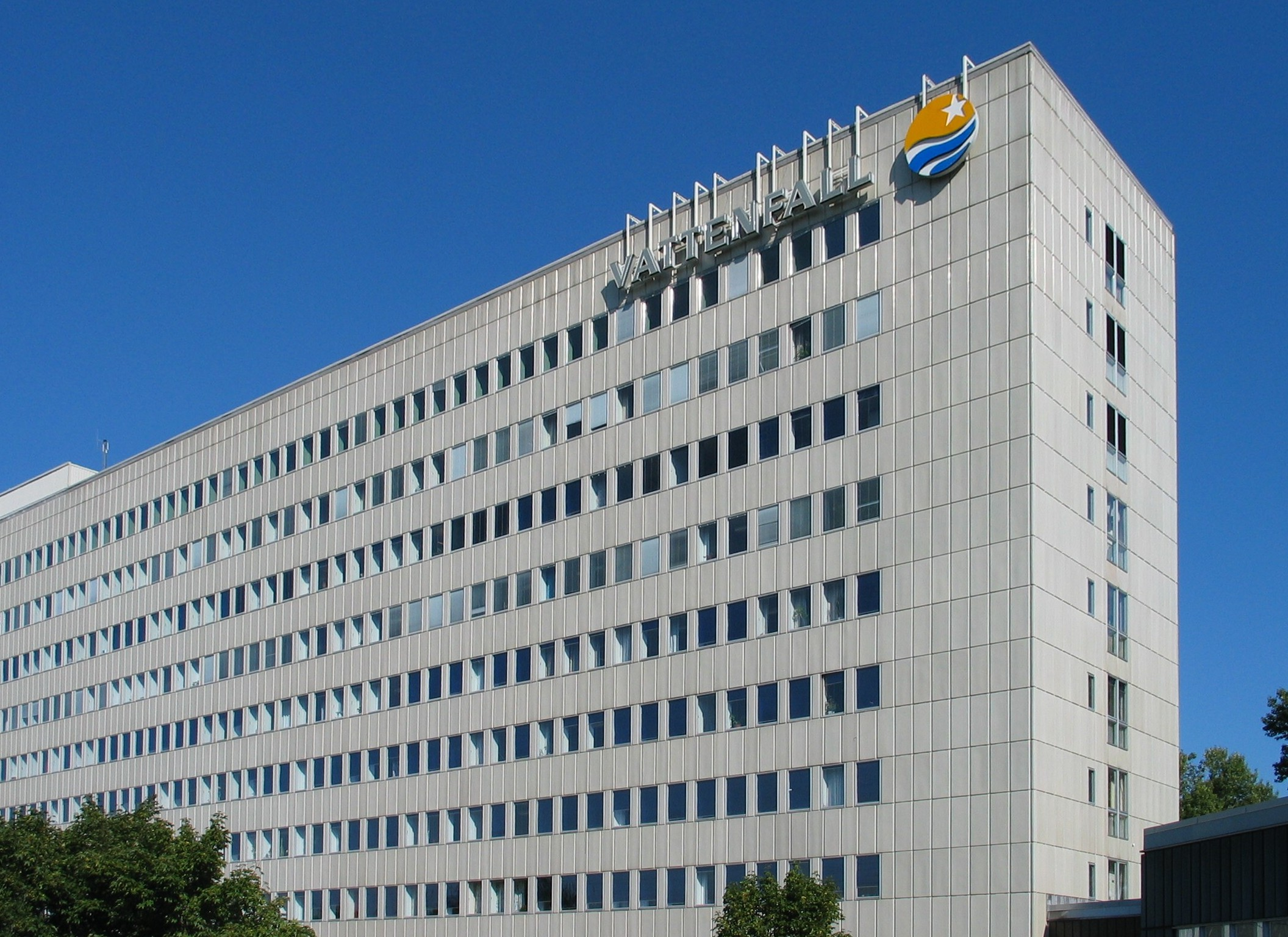
L'ancien siège de l'entreprise à Stockholm.

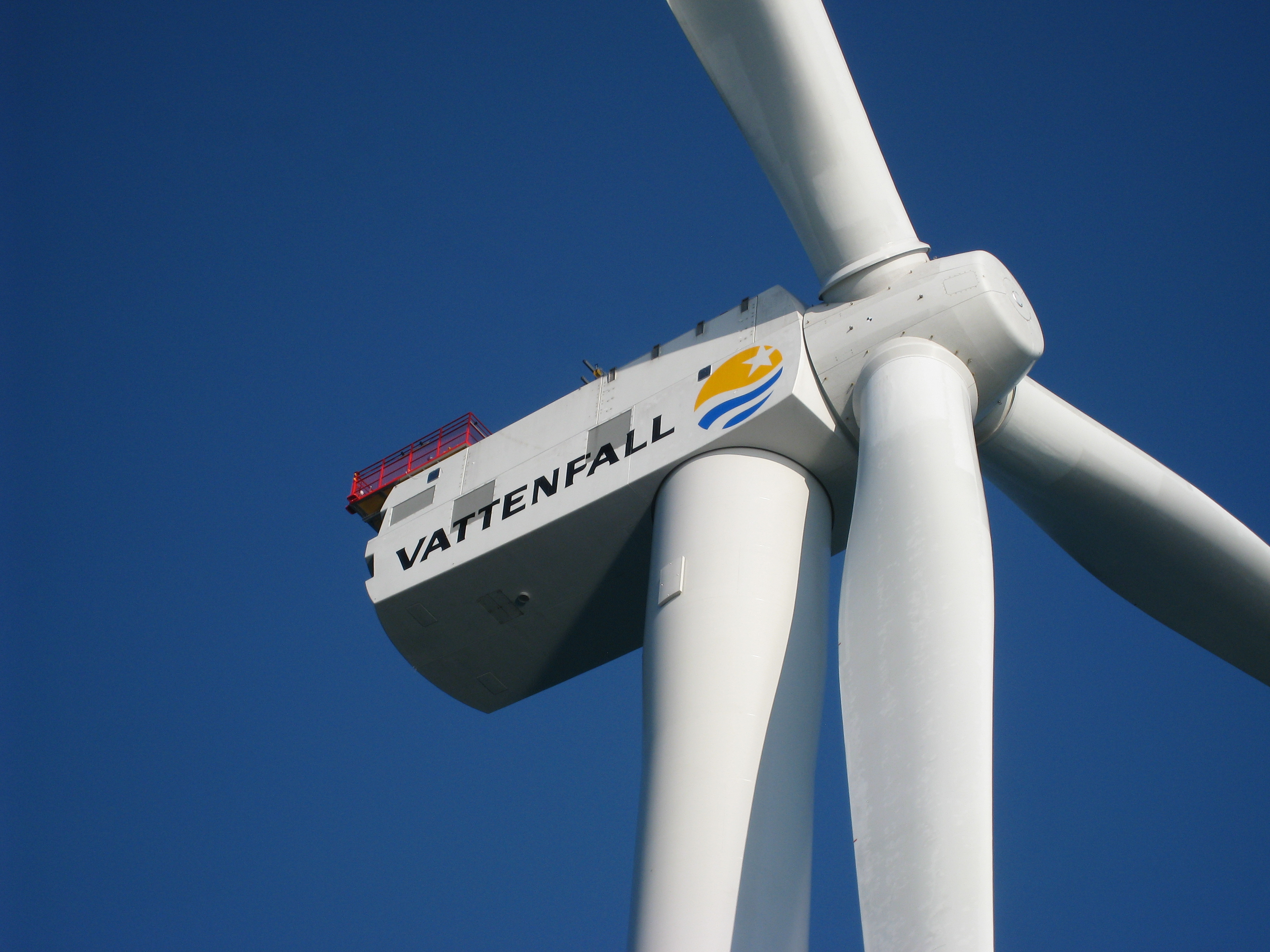
Une éolienne dans un champ offshore britannique.

Vattenfall est une entreprise de production et de distribution d'électricité suédoise, appartenant en totalité à l'État suédois. C'est un des leaders du secteur en Europe du Nord. Vattenfall est présent dans 7 pays : Suède, Allemagne, Pays-Bas, Danemark, Royaume-Uni, Finlande et France.

## Étymologie
Son nom, signifiant « chute d'eau » en suédois, est l'abréviation du nom originel de la compagnie, Kungliga Vattenfallstyrelsen.

## Histoire
En 1905, alors qu'il prévoit de construire une centrale hydroélectrique sur le fleuve Göta älv au niveau des chutes de Trollhättan, le gouvernement suédois achète l'entreprise Nya Trollhätte Kanalbolag et la transforme en entreprise d'Etat. Quatre ans plus tard, l'entreprise est de nouveau transformée et prend le nom de Kungliga Vattenfallstyrelsen (approximativement agence royale des cascades) : la future Vattenfall est née.
L'entreprise commença alors sa croissance avec la création de plusieurs centrales hydroélectriques, telles que Porjus (1915), Älvkarleby (en) (1917). L'énergie était à l'époque principalement destinée aux industries et chemins de fer situés à proximité.
Dans les années 1970, Vattenfall augmenta son offre grâce au nucléaire, avec la construction des premières centrales à Ringhals en 1975.
En 1992, suivant le mouvement global de déréglementation du marché de l'électricité dans l'Union européenne, Kungliga Vattenfallstyrelsen devient Vattenfall AB, une entreprise à responsabilité limitée, et la gestion du réseau électrique suédois fut séparée de l'entreprise pour former Svenska Kraftnät (en). Vattenfall commença alors son expansion grâce à plusieurs acquisitions dans les pays nordiques, en Allemagne, en Pologne, en Grande-Bretagne et enfin aux Pays-Bas avec l'acquisition en 2009 de Nuon N.V..
En avril 2016, Vattenfall annonce la vente de ses activités dans les énergies fossiles et charbonnières en Allemagne à l'entreprise tchèque EPH pour un montant symbolique. De plus Vattenfall est contraint de verser 1,7 milliard de dollars à EPH pour compenser les déficits futurs de ces activités, bien que la valeur comptable de ses activités soit de 3,4 milliards d'euros. La vente de ces activités de thermiques réduirait d'environ 30 % la capacité de production de Vattenfall, mais réduirait en même temps de 70 % ses émissions à gaz à effet de serre.
Le 1er novembre 2020, Anna Borg prend la direction de l'entreprise pour remplacer Magnus Hall.

## Activité
24 % de la production de Vattenfall est issue de l'énergie fossile, 41 % de l'énergie nucléaire, 27 % de l'énergie hydraulique, 7 % de l'éolien et moins d'un pour cent issue de la biomasse et déchets en 2019.
La production hydro-électrique de l'entreprise est localisée essentiellement en Suède et en Finlande. L'électricité nucléaire provient de deux centrales suédoises (les centrales de Forsmark et Ringhals). Les deux centrales nucléaires allemandes (centrales de Brunsbüttel et Krümmel) exploitées conjointement avec l'entreprise allemande E.ON ont été arrêtées en 2011,. Vattenfall possède 10 centrales à gaz en Allemagne et aux Pays-Bas ainsi que 3 centrales au charbon en Allemagne.
En France, Vattenfall est présent sur le marché des entreprises depuis 2000, à travers sa filiale française basée à Mulhouse. Vattenfall annonce le 1er octobre 2018 le lancement de son offre destinée aux particuliers.